# Heliocarpus americanus
Heliocarpus americanus är en malvaväxtart som beskrevs av Carl von Linné. Heliocarpus americanus ingår i släktet Heliocarpus och familjen malvaväxter. Inga underarter finns listade i Catalogue of Life.